# Tallklobben (vid Rosala, Kimitoön)
Tallklobben är en ö i Finland. Den ligger i Skärgårdshavet och i kommunen Kimitoön i den ekonomiska regionen  Åboland i landskapet Egentliga Finland, i den sydvästra delen av landet. Ön ligger omkring 65 kilometer söder om Åbo och omkring 150 kilometer väster om Helsingfors. Tallklobben ligger 8 meter över havet.
Öns area är 1,5 hektar och dess största längd är 190 meter i öst-västlig riktning.